# Lost River n.º 313
Lost River n.º 313 es un municipio rural canadiense situado en la provincia de Saskatchewan.

## Superficie
Lost River n.º 313 tiene una superficie de 549,96 km².

## Demografía
En 2021, tenía 252 habitantes, una densidad poblacional de 0,5 hab./km², y 80 viviendas.